# Mandip Gill
Mandip Kaur Gill (nascida em 5 de janeiro de 1988) é uma atriz inglesa. Seu primeiro papel na televisão veio em 2012, quando ela foi escalada como Phoebe McQueen na soap opera do Channel 4, Hollyoaks. Depois de deixar a série em 2015, Gill passou a ter papéis como convidada em Cuckoo, Doctors, The Good Karma Hospital e Casualty. Em outubro de 2017, a BBC anunciou que Gill havia sido escalada como uma companheira chamada Yasmin Khan na série Doctor Who e desde então aparece em todos episódios da temporada 11 e 12.

## Carreira
Gill se formou na University of Central Lancashire em 2009 com um BA (Hons) em atuação.
Gill apareceu em várias produções teatrais, antes de garantir seu primeiro papel na televisão como Phoebe Jackson (mais tarde McQueen) na soap opera do Channel 4 Hollyoaks. Gill tinha participado de uma série de testes para a soap opera no passado, e ela não tinha certeza se o personagem de Phoebe era certo para ela, mas depois de um número de retornos de chamada, Gill recebeu o papel. Phoebe foi apresentada como uma adolescente sem-teto e amiga do personagem estabelecido George Smith (Steven Roberts). Gill optou por deixar o programa em 2015 e Phoebe foi morta como parte da longa história "Gloved Hand Killer". No ano seguinte, Gill teve um papel como convidada na série de comédia da BBC Cuckoo, antes de aparecer em Doctors para um arco de cinco episódios. Gill interpretou Shazia Amin, uma mulher grávida sem lar. Em 2017, Gill apareceu em The Good Karma Hospital, e em um episódio de Casualty. Ela também estrelou no drama da BBC Love, Lies and Records, de Kay Mellor, como Talia, uma registradora júnior.
Em outubro de 2017, a BBC anunciou que Gill foi escalada como acompanhante na décima primeira temporada de Doctor Who, e aparecerá ao lado de Jodie Whittaker como a Décima terceira Doutora em 2018.

## Filmografia
| Ano       | Título                  | Papel          | Notas                                                                         |
| --------- | ----------------------- | -------------- | ----------------------------------------------------------------------------- |
| 2012–2015 | Hollyoaks               | Phoebe McQueen | Papel regular                                                                 |
| 2016      | Cuckoo                  | Lauren         | Episódio: "The Holiday"                                                       |
| 2016      | Doctors                 | Shazia Amin    | Papel recorrente                                                              |
| 2017      | The Good Karma Hospital | Padma Kholi    | 2 episódios                                                                   |
| 2017      | Casualty                | Nasreen Mahsud | Episódio: "Swift Vengeance Waits"                                             |
| 2017      | Love, Lies and Records  | Talia          |                                                                               |
| 2018      | The Flood               | Reema          |                                                                               |
| 2018      | Doctor Who              | Yasmin Khan    | Regular na décima primeira temporada (companheira da Décima terceira Doutora) |